# Mesanthura miyakoensis
Mesanthura miyakoensis is een pissebed uit de familie Anthuridae. De wetenschappelijke naam van de soort is voor het eerst geldig gepubliceerd in 1979 door Nunomura.